# Asia Strong
Asia Strong (ur. 15 lutego 2000 w South Bend) – amerykańska koszykarka występująca na pozycji silnej skrzydłowej, od 2023 zawodniczka Energi Polskiego Cukru Toruń.
8 maja 2023 została zawodniczką australijskiego Warrandyte Venom. 11 lipca 2023 dołączyła do Energi Polskiego Cukru Toruń.

## Osiągnięcia
Stan na 6 marca 2024, na podstawie, o ile nie zaznaczono inaczej.

### NJCAA
- Mistrzyni regionu XIV NJCAA (2020)
- Zaliczona do I składu:
  - turnieju regionu XIV NJCAA (2020)
  - konferencji (2020)

### NCAA
- Zaliczona do:
  - I składu:
    - ACC Academic Team (2023)
    - American Athletics Conference All-Academic Team (2021, 2022)
    - Athletic Director’s Honors Roll (2021, 2022)

  - II składu konferencji American Athletic (2021)
- Koszykarka tygodnia konferencji American Athletic – American Athletic Conference Weekly Honor Roll (30.11.2020, 7.12.2020, 22.02.2021)

### Indywidualne
- Zaliczona do I składu kolejki OBLK (8, 17 – 2023/2024)[7][8]